# Rádióamatőr

Az amatőr rádiózás nemzetközileg elfogadott szimbóluma. A rombuszban található áramköri vázlat az általános rádió alapelemeit tartalmazza: antenna, tekercs és földelés

A rádióamatőr az a személy, aki kedvtelésből rádió adó- és vevőkészülékek készítésével foglalkozik.  Az állomás berendezését használja, hogy kétirányú személyes kommunikációt folytathasson más rádióamatőrökkel az amatőr rádiószolgálathoz rendelt rádiófrekvenciákon.
A HAM egy Nemzetközi egyezményes rövidítés, amely a rádióamatőrt jelenti. Az angol nyelvterületen a rádióamatőr személyét inkább teljes nevén, hamradio operator-nak nevezik, ám távírón a csatorna szűkössége okán a HAM szót használják a teljes kifejezés helyett. A HAM kifejezés a rádióamatőrökre alkalmazott angol rövidítés, a köznyelvben is elterjedt.

## A HAM szó kialakulása
A HAM szó sok év alatt alakult ki. Az 1900-as évek elején a szakképzésben nem részesült embert jelölte. Például „ham actor”, mint nem ezt a szakmát tanult (= szakképzetlen, kedvtelési céllal tevékenykedő, amatőr) színész.
A vezetékes távírót is lelkes rajongói, a papír alapú hivatalos kiértékelés helyett a dallama alapján füllel vették. Őket is HAM-nak nevezték az újságokban. Megjegyzendő, hogy a hivatalos szakmabeliek pejoratív értelemben is használták ezt a kifejezést.
Innen már csak egy lépés volt, hogy ráragadjon az 1910-es években a nem ezt a szakmát tanult, ám annál inkább érdeklődő lelkes rádióbarkácsolókra a HAM kifejezés, illetve teljes nevén hamradio operator.
A mai értelemben használt kifejezést végül a szakirodalom vezette be az 1910 évek közepén. Eredetéről megannyi tézis szól:
- A Harvard Rádió Club, mint első amatőrök által üzemeltetett kollektíva mögött Albert S. Hyman, Bob Almy és Poogie Murray állt. Az állomást eleinte Hyman-Almy-Murray-nak hívták, aminek fárasztó hossza hamarosan rövidítésért kiáltott. Ezt leegyszerűsítve, nevük első két betűjét megtartva a HY-AL-MU hívójelet vették fel, ám ezzel 1901-ben lett egy kis probléma: a HYALMU hívójelet összekeverték egy mexikói hajó, a HYALMO nevével. Ekkor úgy döntöttek, HAM-ként folytatják munkájukat.
- Mendemonda, ráadásul nyoma sincs az állítólag oly népszerű Home Amateur Mechanic magazinnak, aminek betűszavaiból eredhet a kifejezés. A felvetésnek ráadásul eredetét sem ismerni, több mint valószínű, nem is játszik szerepet a szó eredetében.
- Egyesek szerint HAM a rádiózás három úttörőjének, Heinrich Hertz Rudolf, Edwin Armstrong és Guglielmo Marconi nevéből ered. Ez bizony hazugság, hiszen Armstrong még csak ismeretlen hallgató volt a Columbián, amikor a kifejezés már rögzült a köztudatban (1912-ben építette meg a regeneratív áramkörét).
- Egy másik feltételezés szerint a Hammarlund rádiók legendás minőségéről kapták a amatőrök a HAM elnevezést. Ezzel csupán annyi a gond, hogy a Hammarlund Manufacturing Company-t is csak 1910-ben alapították

A Technical World Magazine 1915 augusztusi számában megjelent Árvizek és távközlés című írásával Hanby Carver tett először megjegyzést, hogy az amatőröket a kereskedelmi állomások HAM-nak nevezték el. 1916-tól a QST magazin is átvette az elnevezést, mint a rádióamatőrök általánosan elfogadott rövid neve.
Szintén a QST adott helyt a szó pejoratív értelme – a disznó nyers sonkájáról szóló hasonlat szerint az amatőrök képességei megegyeznek azzal – és az amatőrök elnevezése közötti különbséget felvázoló cikknek, amikor 1919 decemberében a Western Union Telegraph Company egyik alkalmazottja, WL Matteson végleg helyre tette a kérdést, leszögezve, a rádióamatőr önálló jelentést adott a HAM szónak.

## RádióamatőrIARUáltali definíciója
"A rádióamatőr a rádióamatőr szolgálatok munkájában csak személyes érdeklődésből, anyagi érdek nélkül vesz részt, tevékenysége az önképzésre, műszaki fejlődésére és a szakmai információcserére irányul. Továbbá megfelel a rádióamatőr tevékenység folytatásához szükséges követelményeknek."

## A rádióamatőr tevékenysége
A rádióamatőr tevékenység rendkívül sokoldalú. Vannak, akik elsősorban a rádióforgalmazás iránt érdeklődnek, mások a sportjellegű kihívásokat kedvelik, míg egyeseket a technikai háttér és a berendezések működése vonz.
A rádióamatőrök számára a Nemzetközi Távközlési Egyesület kijelölt bizonyos rádiófrekvenciás sávokat, amelyek pontosan meghatározzák, hogy mely tartományokban használhatják az eszközeiket. Ezeket a kijelölt frekvenciasávokat rádióamatőr vagy HAM sávoknak nevezzük. A rádióamatőrök különböző hullámhossztartományokat vehetnek igénybe, beleértve a hosszú-, közép-, rövid-, ultrarövid- és deciméteres hullámokat is.
A rádióamatőr kapcsolatok általában szabályozott formában zajlanak: a résztvevők egymás adásainak vételminőségéről ún. „riportot” adnak, valamint megosztják, milyen berendezéseket és beállításokat használnak. Az összeköttetés lezárását követően az elhangzott adatokat rögzítik a rádióamatőr forgalmi naplóban.

### Szakmai tevékenységek
Igen érdekes része a rádióamatőr tevékenységnek a kutatási, konstruktőri rész, ahol a cél minél érdekesebb rádiós megoldás kifejlesztése, megvalósítása. Jelenleg rádiós fejlesztések az alábbiak szerint kategorizálhatók:
- Hullámterjedési megfigyelések és optimális kihasználása – megfigyelői tevékenység
- Antenna konstrukciók – hullámtani és elektromechanikai munka
- Rádió és kiegészítő áramkörök tervezése, építése – elektronika
- Digitális jelfeldolgozás, moduláció fejlesztés – elektronika és szoftverfejlesztés
- Rádió távkezelés és hangtovábbítás AX.25 illetve TCP/IP felett – informatika
- Átviteli közegtől független információátvitel, rendszerek összekapcsolása AX.25 illetve TCP/IP felett – informatika

### Sport tevékenységek
- Rádiós tájfutás (rókavadászat)
- Gyalográdió, az „Éteri csúcsok” (SOTA)
- Rádiózás várakból (COTA)
- Rádiózás nemzeti parkokból (POTA, Flóra-Fauna)
- Gyorstávírászat (HST)

A rókavadászat lényege, hogy egy meghatározott terepen apró rádiós jeladókat helyeznek el, amelyeket a versenyzőknek egy hasonlóan kis méretű, hordozható vevőkészülékkel és egy irányított antennával adott idő alatt meg kell találniuk, a jeladónál található kódszámot le kell írniuk, vagy egyéb módon igazolni kell, hogy megtalálta a versenyző jeladót.
Hazánkban két nagy jelentőségű rókavadászattal foglalkozó honlap is található (külső hivatkozások): www.ardf.hu és az ardf.puskas.hu címeken.
A gyalográdió irányzat a természetjárást és a magas hegytetőkről való jó rádiófrekvenciás terjedés örömét ötvözi. A rádióamatőr felgyalogol egy magas hegytetőre, ahova a szép kilátás miatt eleve érdemes felgyalogolni, majd előveszi URH rádió adó-vevőjét, és a hegytetőről a földfelszíninél kedvezőbb terjedési viszonyokat kihasználva nagytávolságú összeköttetéseket próbál létesíteni.
A "gyorstávírászat" tipikus szellemi sport, melynek alapja a morze tudás művészetének minél magasabb szinten történő művelése. Az 1950-es évektől kezdve rendeznek belőle versenyeket. A 70-es évektől pedig már nemzetközi versenyeket is tartanak. Az első EB 1983-ban, az első VB 1995-ben került megrendezésre. Témába vágó cikk a magyar Wikipédiában: Távíró

### Rádióforgalmi tevékenységek
Otthoni QTH-ról (QTH = rádiós telephely) sok RH vagy URH összeköttetés létesítése, sok hazai és külföldi rádióamatőrrel szót váltani. Jellegzetes összeköttetés teremtési célok Magyarországról:
- RH-n minél távolabbi, és minél különlegesebb (másik kontinensen és/vagy ritkán lakott vagy lakatlan területeken – például tengeri szigeteken, zátonyokon telepített) rádióállomással létesített összeköttetés
- URH-n és mikrohullámon nagy (1000 km-es) távolságú összeköttetések – ehhez irányított antenna használata szükséges, és hullámterjedési okokból célszerű magas pontra kitelepülni
- URH-n és mikrohullámon speciális hullámterjedési effektusok kihasználása (rádióhullámok visszaverődése a légkör E rétegéről, a troposzféra különböző hőmérsékletű [inverziós] rétegeiről, meteorok által az atmoszférában létrehozott ionizált csatornákról, az északi fényről vagy a Holdról; rádióamatőr műholdakon keresztül lebonyolított összeköttetések, stb.) Ezek a kommunikációs módok már inkább technikai jellegűek, mintsem a sok összeköttetéssel kecsegtető tevékenységek. Azonban éppen ez adja az igazi izgalmát.
- Kis teljesítménnyel, vagy minimális felépítésű, egyszerű rádiókészülékekkel megvalósított rádióamatőr összeköttetések.

- Fontos, hogy a rádióamatőrök tevékenységük során ne okozzanak rádiófrekvenciás zavart.
- Passzív rádiózás, a kommunikáció figyelése egyéb hullámhosszokon

(ld. még:
- Rádióamatőr műholdakon keresztül Föld-műhold-Föld kapcsolat
- Mars körül pályára álló műholddal Föld-Mars-Föld, 2007 és 2009 a lehetséges legkorábbi dátumok)

A forgalmazási tevékenység „trófeája” a QSL-lap, a rádióamatőr vételnyugtázó lap. Ez a lap tartalmazza a kapcsolat főbb adatait, időpontját, egymás hívójelét és a forgalmazás helyét. Egyes amatőrök egyéni gyártású képeslapot alkalmaznak erre a célra. Egy rádióamatőr összeköttetést csak akkor lehet lezártnak tekinteni, ha a felek kölcsönösen megküldik egymásnak vételnyugtázó (QSL) lapjaikat.
Az internet terjedésével létrejött néhány online QSL-küldő internetes portál is. Egyik ilyen például a www.eqsl.cc oldal.

### Vészhelyzetek
Szerencsére Magyarországra kevésbé jellemző, azonban külföldön gyakrabban előfordul, hogy katasztrófahelyzet, például árvíz, földrengés vagy nagyobb áramszünet miatt a hagyományos kommunikációs eszközök nem használhatók, ilyenkor a térségben lakó aktív rádióamatőrök a hatóságok tájékoztatásával vesznek részt a lakosság mentésében.

## Rádióamatőr kommunikációs csatornák
Az alábbiakban leírt összes üzemmódot nem kötelező ismerni és használni minden rádióamatőrnek, azonban mint lehetőséget, mindenképp érdemes megismerni.
- Távíró: a legrégebbi kommunikációs mód. Kézzel, morze billentyű segítségével adják és fejhallgatóval veszik. Előnye, hogy a távíró üzemmódot ismerő adó-vevő készülék viszonylag egyszerűen, saját kezűleg is építhető. Továbbá a koncentrált energiakibocsátása miatt azonos rádióteljesítmény[* 1] mellett a legnagyobb távolság ezzel az üzemmóddal hidalható át. Szokásos elnevezése CW (carrier wave, vivőhullám). A Morse jelek kódolása szerint egyes esetekben a vivőfrekvenciát kapcsolgatják, máskor a folytonos vivőre ültetett moduláló hangfrekvenciát kapcsolgatják.

- Fónia: hangtovábbításra SSB és keskenysávú FM modulációt használnak. Ezen általában magyarul vagy nemzetközi kapcsolatokban angolul forgalmaznak. Használható az ellenállomás nemzetiségének nyelve is, feltéve, hogy a forgalmazáshoz szükséges kulcsszavakat ismerjük az adott nyelven.

- SSTV: klasszikus állókép átviteli megoldás.
- Packet rádió: számítógépes információátvitel, automatikus csomaghelyesség ellenőrzéssel, szükség esetén automatikus ismétléssel.
- APRS: automatikus pozíció információ és meteorológiai adatok továbbítására kihegyezett digitális rádiós rendszer.

- Digitális üzemmódok: PSK31, MFSK16, MT63, FSK441, FT4, FT8, WSPR és még számtalan egyéb eljárás, amelyek főként szövegek nagy távolságú átvitelére szolgálnak. Ezek előnye, hogy gépelt szöveg továbbítódik. Hátrányként említhető, hogy mindegyik számítógépet igényel, továbbá személytelenné válik általa a kapcsolat.

- Digitális beszéd (DV) és Digitális Adat (DD): kétezres évek második felétől már a rádióamatőr közösség számára is elérhetővé váltak a digitális beszéd- és adatátvitelre alkalmas kézi- ill. mobilrádiók. A legnépszerűbb üzemmódok közé tartozik az APCO Project 25 (P25) és a D-STAR.

## Rádióamatőrré válás
A rádiófrekvencia, mint nemzeti erőforrás használatát kormányrendeletek szabályozzák, amit a Nemzeti Média- és Hírközlési Hatóság ellenőriz illetve az engedélyeket is ő bocsátja ki.
Rádióállomás üzemeltetéséhez rádióengedély, az engedélyhez sikeres vizsga kell.

### Felkészülés a vizsgára
A vizsgáról a rádióamatőr szolgálatról szóló 15/2013. (IX. 25.) NMHH rendelet (különösen a mellékletei) rendelkezik.
A rádióamatőr vizsgára történő felkészüléshez az alábbi segítségek ajánlottak:
- Rádióamatőr vizsga felkészítő tanfolyam
- Rádióklubokban felkészülni
- Vizsgázott rádióamatőr segítségével készülni
- Vizsgafelkészítő könyvből tanulni
- Internetes rádióamatőr vizsgafelkészítő anyagokból készülni

### Vizsga
A vizsga egy írásbeli és egy szóbeli részből áll. Az írásbeli rész:
- műszaki alapismeretek
- biztonságtechnikai alapismeretek
- jogi alapismeretek
- rádióforgalmazási ismeretek, rövidítések ismerete

A szóbeli résznél két vizsgázónak kell két külön helyiségből szabályos rádiós forgalmazást lebonyolítania. Ennek gyakorlásához ajánlatos egy már vizsgázott, rutinos rádióamatőr segítségét igénybe venni.
Kezdő- (E), alap- (A) és HAREC (B) fokozatú valamint morze (távíró) vizsga létezik. Sikeres vizsga után néhány héttel a hatóság megküldi a vizsgabizonyítványt.

## Sikeres vizsga után
A vizsgabizonyítvány alapján lehet kérni az NMHH-tól rádióengedélyt és lehet igényelni rádióamatőr hívójelet, amely rádióamatőr kísérletek és összeköttetések létesítésére jogosít fel. Kezdő-, CEPT Novice és CEPT fokozatú, választhatóan morzéval kiegészített engedély létezik; különböző frekvenciasávok, adóteljesítmények és üzemmódok meghatározásával.
CEPT fokozatú rádióengedéllyel külön egyéb engedély nélkül rádióállomást lehet üzemeltetni az egyezményt aláíró országokban (szinte egész Európában). Ilyen engedély birtokában rádiózhatnak a külföldi amatőrök Magyarországon.
Ha megérkezik az amatőr rádióengedély, akkor már csak a berendezésről kell gondoskodni. URH-ra első közelítésben egy kézi adó-vevőt a legolcsóbb vásárolni, és alumíniumból tetőantennát készíteni.
Amennyiben rövidhullámra is megvan az engedély, arra mindenképp asztali vagy „portable” adó-vevő célszerű. A régi, használt készülékek olcsóbbak; az újak jobb minőségűek, de drágábbak.
Kezdőknek érdemes lehet még kipróbálni olcsóbb árfekvésű, SDR alapú QRP rádiókészülékeket. Ha sikerül jó antennát építeni, az ilyen készülékekkel is sikerülhet rádiós összeköttetéseket létrehozni.
Az SDR technológia fejlődésével egyre olcsóbb áron jelennek meg egyre jobb minőségű készülékek.
A többi az egyén érdeklődési területe szerint szokott alakulni.